# Fernão da Silveira, o Moço
Fernão da Silveira, conhecido como o Moço (? - Avinhão, 8 de Setembro de 1489), foi um poeta e político português.

## Biografia
Filho primogénito de João Fernandes da Silveira, que, mais tarde, veio a ser D. e o 1.º Barão de Alvito, e de sua primeira mulher e prima, da qual foi segundo marido, Violante Pereira Mendes.
A 30 de Agosto de 1469, D. Afonso V de Portugal faz quitação a Fernão da Silveira e a João da Silveira, filhos do Dr. João Fernandes da Silveira, do Conselho e Regedor da Casa da Suplicação, e de Violante Pereira, sua prima, e a seu pedido, de toda a prata, dinheiros e outros bens móveis que ficaram por morte de sua mãe, e dos quais ficaram Administradores por seu pai, por precisarem de dinheiro para continuar os seus estudos na Universidade de Salamanca.
Pela graça das suas sátiras, Fernão da Silveira foi um Poeta palaciano que se notabilizou, figurando muitos dos seus versos no Cancioneiro Geral de Garcia de Resende.
Foi Escrivão da Puridade de D. João II de Portugal.
Tornou-se, depois, inimigo de D. João II, e entrou na conspiração de D. Diogo, 4.º Duque de Viseu e 3.º Duque de Beja, pelo que foi perseguido, sendo forçado a esconder-se em Setúbal, em casa dum velho Escudeiro de seu pai, de seu nome João Pegas. Depois de buscas minuciosas, como não tivesse sido encontrado, os Inquiridores supuseram que, efectivamente, não estaria ali escondido, mas continuaram convencidos de que João Pegas conhecia o paradeiro do filho de seu Amo, a quem nunca traiu, a despeito de ameaças e de promessas de grande recompensa, caso declarasse onde ele se encontrava. O Escudeiro havia-o ocultado dentro duma cova, tapada por uma arca sem fundo, e, como muito naturalmente deitava comestíveis para dentro da arca, assim o ia sustentando, sem que ninguém o suspeitasse. Certo dia, uma escrava negra, ouvindo gemidos vindos de dentro da arca, correu assustada a avisar o Amo, e este, receando alguma indiscrição, atirou a escrava a um poço, quando esta estava a tirar água. Só meses depois conseguiu escapar-se para Castela, graças ao auxílio dum mercador de Sevilha. D. João II, enfurecido ao tomar conhecimento da fuga e, ainda mais, por haver sido informado que Fernão da Silveira tinha sido muito bem acolhido na Corte dos Reis Católicos, D. Isabel I de Castela e D. Fernando V de Castela, por influência do 4.º Conde de Benavente e 1.º Duque de Benavente Grande de Castela e 3.º Conde de Mayorga D. Rodrigo Alonso Pimentel, amigo de seu pai, pediu insistentemente a sua extradição. Receando que esta fosse concedida, o foragido passou a França, mas ainda aí a cólera implacável de D. João II o perseguiu, chegando mesmo a assalariar um assassino, o emigrante Catalão Hugo Roger III de Pallars Sobirá, Conde de Pallars Sobirá, para o matar, tendo, assim, sido assassinado nas ruas de Avinhão, a 8 de Setembro de 1489. A sua morte indignou Carlos VIII de França, e o Conde de Pallars Sobirá foi preso e punido severamente, mas D. João II intercedeu, e o castigo foi menos severo do que deveria ser.
Casou com Beatriz ou Brites de Sousa, filha de João de Melo e de sua segunda mulher Mécia de Sousa. Foi pai de João da Silveira, também Poeta apreciado.